# Alessandro Poerio
Alessandro Poerio (ur. 27 sierpnia 1802 w Neapolu, zm. 3 listopada 1848 w Wenecji) – włoski pisarz, poeta i żołnierz.

## Życiorys
Syn Giuseppe Poerio, brat Carlo Poerio. Jego rodzina wywodziła się z Kalabrii. W 1815 wraz z ojcem i bratem przeniósł się do Florencji. Studiował w Niemczech, gdzie poznał m.in. Johanna Wolfganga von Goethego. Jako pisarz zaczął publikować po 1835.
Zmarł z ran odniesionych podczas obrony Wenecji w 1848 roku.